# 栃木県立那須特別支援学校
栃木県立那須特別支援学校（とちぎけんりつ なすとくべつしえんがっこう）は、栃木県那須塩原市下永田にある公立の特別支援学校である。知的障害者を教育対象としている。

## 沿革
- 1977年（昭和52年） - 校舎建設開始[1]
- 1978年（昭和53年）
  - 1月1日 - 栃木県立那須養護学校設置公示、近接の那須工業高校内に開校準備室設置[1]
  - 3月20日 - 校舎完成。同月27日に準備室を校舎内に移設[1]
  - 4月1日 - 栃木県立那須養護学校として開校[1]
  - 4月15日 - 第一回入学式実施（小学部34人、中学部5人、たかはら学園内施設内学級の小学部11人）[1]
- 1979年4月1日 - 高等部、訪問教育学級（那須・南那須・塩谷地区）、氏家コロニー内施設内学級、南那須分校開設[1]
- 1980年（昭和55年）
  - 3月6日 - 体育館兼講堂完成[2]
  - 11月22日 - 校舎落成記念式典、校旗樹立・校歌発表会[3]
- 1982年（昭和52年）4月1日 - 南那須分校が栃木県立南那須養護学校として分離独立し、氏家コロニー内施設内学級は南那須へ移管[3]
- 1986年（昭和61年）3月24日 - たかはら学園内施設内学級閉級[3]
- 1988年（昭和63年）6月6日 - プール及び付属棟落成[3]
- 2008年（平成20年）4月1日 - 栃木県立那須特別支援学校に改称

## 学部
- 小学部
- 中学部
- 高等部
- 訪問教育

## 通学圏
- 那須塩原市、大田原市、那須町、矢板市[3]